# Gilbert Hovey Grosvenor

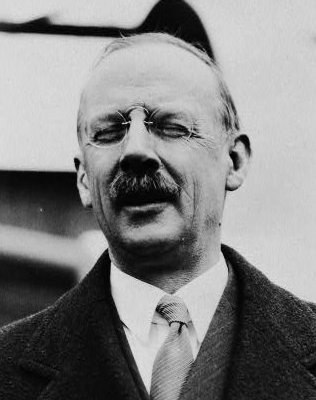
Gilbert Hovey Grosvenor (1927)

Gilbert Hovey Grosvenor (* 28. Oktober 1875 in Istanbul, Türkei; † 4. Februar 1966) war 55 Jahre lang Chefredakteur der National Geographic und hat maßgeblich den Fotojournalismus begründet.

## Leben
Grosvenor wurde als Sohn des Orientalisten und Professors der Geschichte am Amherst College Edwin A. Grosvenor und der Lilian Waters Grosvenor 1875 in Istanbul geboren.

## Leistungen
Grosvenor gilt als einer der Begründer des Fotojournalismus und 55 Jahre lang Chefredakteur des National Geographic. Er übernahm die Schirmherrschaft über die Byrd Antarctic Expedition (1929–1931), deren Leiter Richard Evelyn Byrd zum Dank dafür die Grosvenor Mountains im Transantarktischen Gebirge nach ihm benannte.